# Praia do Geladinho
Praia do Geladinho é uma praia no bairro de São Félix, na cidade de Marabá, no estado do Pará, Brasil. Sua enseada surge com a vazão do Rio Tocantins.